# Lípa republiky (Modřany)
Lípa republiky v Modřanech v Praze je významný strom, který roste v parku před Obchodním centrem Modřany na Sofijském náměstí poblíž zastávky MHD Poliklinika Modřany.

## Popis
Lípa roste na mírném svahu na zatravněné ploše. Obvod kmene má 25 cm, výška není uvedena (r. 2016). V databázi významných stromů Prahy je zapsaná od roku 2015.

## Historie
Lípa svobody byla vysazena 23. října 2008 na připomínku 90. výročí vzniku Československé republiky. Zasadili ji starosta MČ Prahy 12, zástupci starosty, představitelé konfederace politických vězňů, Svazu Pomocných technických praporů a zástupci Sokolské župy pražské.
Strom je genetickým potomkem památné Mikulovické lípy rostoucí nedaleko Klášterce nad Ohří.

## Významné stromy v okolí
- Lípa republiky (Obchodní náměstí)
- Stromořadí studentů v Modřanech